# Шведська крона
Шве́дська кро́на (швед. svensk krona, код: SEK) — офіційна валюта Швеції з 1873 року. Ділиться на 100 ере (швед. öre), хоча монети останніх вийшли з обігу але можуть зазначатися в електронних розрахунках. Локальна абревіатура — kr. Однина — krona, множина — kronor. В обігу перебувають монети в 1, 2, 5 та 10 крон і банкноти в 20, 50, 100, 200, 500 та 1000 крон. Центральний банк — Банк Швеції (Ріксбанк).
За даними Банку міжнародних розрахунків, шведська крона входить в топ-20 найпоширеніших за часткою торгівлі валют у світі. Швеція як член Європейського Союзу зобов'язана раніше чи пізніше перейти на Євро. Наразі в країні ведуться дебати щодо дати переходу.

## Історія
В період з 1536 по 1755 рік у Швеції карбувалася Шведська марка. Пізніше використовувалися далери та ріксдалери.
Введення крони, яка замінила по номіналу ріксдалер, було результатом Скандинавського монетного союзу, який набрав чинності в 1873 і існував до Першої Світової Війни. Членами союзу були скандинавські країни. В Швеції крону називали krona, а в Данії та Норвегії — krone, що в перекладі на українську означає «корона». Ці три валюти були на золотому стандарті, крона співвідносилась до 1 кг золота, як 2480 до 1 відповідно. Після розпуску валютного союзу, Швеція, Данія та Норвегія вирішили не змінювати назви валют.
Між 1873 та 1876 роками, монети в найменуваннях 1, 2, 5, 10, 25, 50 ере (öre), 1, 2, 10 та 20 крон були представлені 1, 2 та 5 бронзовими ере, 10, 25 та 50 срібними ере, 1 та 2 срібряними кронами та 10 і 20 золотими кронами. В 1881 було додано золоті 5 крон.
Виробництво золотих монет зупинилось в 1902 році і було тільки короткочасно перезапущено в 1920 і 1925 роках, перш ніж припинилось зовсім. Через нестачу металу під час Першої Світової війни, бронзу замінювали залізом в 1917 і 1919. Нейзильбер замінив срібло на 10, 25 та 50 ере з 1920 по 1927 роки.

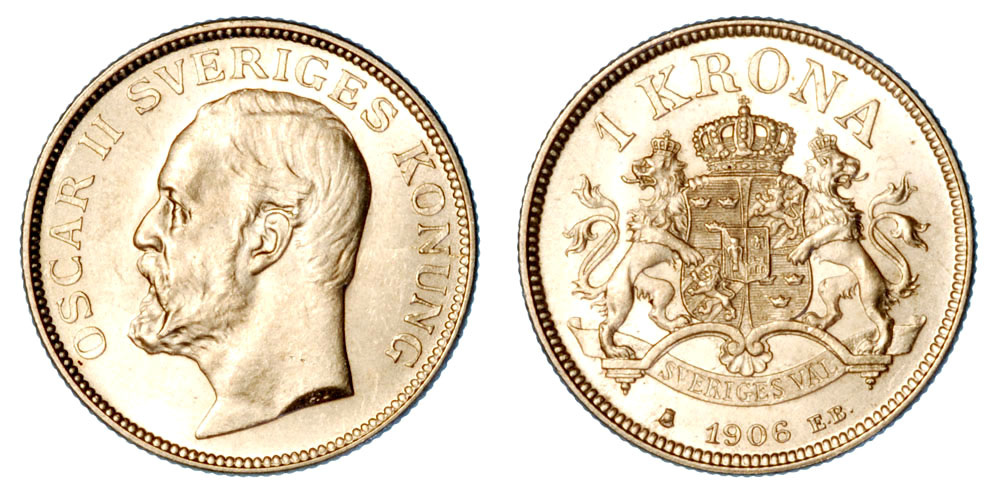
Монета шведської крони 1906 року, на якій зображено Оскара II

Нестача заліза внаслідок Другої Світової Війни привела до змін в карбуванні монет. Нейзильберові 10, 25 та 50 ере випускались в 1940—1947 роках. В 1942 залізо знову було замінене на бронзу (до 1952) і вміст срібла в інших монетах був зменшений. В 1952 році, мельхіор замінив срібло на 10, 25, та 50 ере. В 1958 році 1 та 2 крони були замінені на мідь, покриту мельхіором, а в 1982 — на мельхіор. Срібні монети вартістю в 5 крон вироблялися в 1954, 1955 та 1961 роках.
В 1971 році було зупинене виробництво 1 та 2 ере та монети вартістю в 2 крони, а розмір монети вартістю в 5 ере був зменшений. В 1972 році була введена нова менша монета в 5 крон, яка складалась із нікелю, покритого мельхіором. Монети сучасного вигляду почали випускати в 1979 році. В 1984 році було припинене виробництво 5 та 25 ере, а в 1991 — 10 ере. Також, в 1992 році, 10 крон почали виробляти із «Північного золота», а 50 ере стали фарбуватися у бронзу.

## Банкноти
Поточна серія банкнот шведської крони була випущена в 2015-2016 рр. Її назва — «Культурний шлях (або подорож)». На аверсах банкнот цієї серії поміщені портрети визначних шведських діячів культури та мистецтва, на реверсах — зображення регіонів та міст Швеції.
| Зображення | Зображення | Номінал (крон) | Розміри (мм) | Домінуючий колір | Аверс           | Реверс    | Дата введення |
| ---------- | ---------- | -------------- | ------------ | ---------------- | --------------- | --------- | ------------- |
|            |            | 20             | 120 × 66     | Фіолетовий       | Астрід Ліндгрен | Смоланд   | 1 жовтня 2015 |
|            |            | 50             | 126 × 66     | Оранжевий        | Еверт Таубе     | Богуслен  | 1 жовтня 2015 |
|            |            | 100            | 133 × 66     | Синій            | Грета Гарбо     | Стокгольм | 3 жовтня 2016 |
|            |            | 200            | 140 × 66     | Зелений          | Інгмар Бергман  | Готланд   | 1 жовтня 2015 |
|            |            | 500            | 147 × 66     | Червоний         | Бірґіт Нільссон | Сконе     | 3 жовтня 2016 |
|            |            | 1000           | 154 × 66     | Коричневий       | Даґ Гаммаршельд | Лапландія | 1 жовтня 2015 |

## Монети
За традицією на лицьовому боці монети вартістю одна крона зображується портрет монарха Швеції (винятки складають монети менші за 1 крону, та монета вартістю в 5 крон), а на зворотному — один з гербів Швеції, або корона. На більшості монет міститься девіз короля.
В березні 2009 року уряд вирішив припинити обіг монети в 50 ере. причиною цьому є низька номінальна вартість та складність використання в сучасних паркувальних і торговельних автоматах.
| Зображення                                          | Номінал (крон) | Технічні параметри | Технічні параметри | Технічні параметри | Технічні параметри     | Опис                           | Опис                  | Опис    | Введення | Тираж (млн) | Номінальна вартість тиражу (крон) |
| Зображення                                          | Номінал (крон) | Діаметр (мм)       | Товщина (мм)       | Вага (г)           | Матеріал               | Гурт                           | Аверс                 | Реверс  | Введення | Тираж (млн) | Номінальна вартість тиражу (крон) |
| --------------------------------------------------- | -------------- | ------------------ | ------------------ | ------------------ | ---------------------- | ------------------------------ | --------------------- | ------- | -------- | ----------- | --------------------------------- |
|                                                     | 1              | 19.5               | 1.79               | 3.6                | Мідь, плакована сталлю | Ребристий                      | Карл XVI Густав       | Номінал | 2016     | 190         | 190                               |
|                                                     | 2              | 22.5               | 1.79               | 4.8                | Мідь, плакована сталлю | Ребристий з гладкими ділянками | Карл XVI Густав       | Номінал | 2016     | 331         | 662                               |
|                                                     | 5              | 23.75              | 1.95               | 6.1                | Північне золото        | Гладкий                        | Королівська монограма | Номінал | 2016     | 482         | 2,410                             |
|                                                     | 10             | 20.5               | 2.9                | 6.6                | Північне золото        | Ребристий з гладкими ділянками | Карл XVI Густав       | Номінал | 1991     | 2,095       | 20,950                            |
| Сплав північне золото: 89% Cu, 5% Al, 5% Zn, 1% Sn. |                |                    |                    |                    |                        |                                |                       |         |          |             |                                   |

## Валютний курс
Валютний курс шведської крони історично залежав від валютної політики, що переслідувала Швеція у відповідний час. З листопада 1992 року, було встановлено плаваючий валютний курс. Валютний курс був відносно стійким відносно Євро починаючи з його введення у 2002 році (приблизно 9-9.5 SEK за 1 EUR), але з другої половини 2008 року (після початку глобальної фінансової кризи) закупівельна ціна крони зменшилась приблизно на 20 %. Головною причиною є те, що Ріксбанк дуже знизив процентну ставку і не намагався захистити валютний курс. Втім за два роки шведська крона повернула свої позиції.
Станом на 25 березня 2025, валютний курс шведської крони (за даними НБУ, ЄЦБ та МВФ) становить 0,2395 крон за 1 гривню (4,176 гривень за 1 крону), 10,8 крон за 1 євро та 9,975 крон за 1 долар США.

Графік валютного курсу відносно Євро з 1999 року (крон за 1 євро)